# Henrik IV av Gleichen
Henrik IV av Gleichen, född på 1200-talet, död på 1300-talet, var en svensk riddare, riksråd och greve.

## Biografi
Henrik IV av Gleichen var son till greve Ernst IV av Gleichen och Margareta Olovsdotter. Han nämns första gången 1282 som riddare och eventuellt danskt riksråd, då han var närvarande vid hovdagen i Nyborg. Henrik var 1288 svenskt riksråd och tillhörde troligen under de första året rådet under Birger Magnusson. Han var 1311 råd hos kung Erik Menved. Henrik nämns 13 augusti 1317 och var då bosatt i Thüringen och avled troligen före 7 mars 1320.

### Egendom
Henrik skänkte 1300 två gårdar på Själland till sin halvbror Olov Tagesen (två hjorthorn). Han utställer ett gåvoabrev till Erfurt. 1314 testamenterar han Tuna i Kattnäs socken till abbedissan Katarina Svantepolksdotter i Vreta kloster

### Familj
Henrik var gift med Lucia. Han fick sonen greve Ernst VI av Gleichen (död 1313).